# Trail of Tears (album)
Trail of Tears è il quarto album discografico in studio del musicista country statunitense Billy Ray Cyrus, pubblicato nel 1996.

## Tracce
1. Trail of Tears - 3:41 (Billy Ray Cyrus)
2. Truth Is, I Lied - 3:18 (Cyrus, Don Von Trees, Carl Perkins)
3. Tenntucky - 2:23 (Cyrus, Mark Collie)
4. Call Me Daddy - 5:08 (Cyrus, Von Trees, Michael Joe Sagraves)
5. Sing Me Back Home - 3:37 (Merle Haggard)
6. Three Little Words - 4:14 (Wayne Perkins, Jimmy Collins)
7. Harper Valley PTA - 4:10 (Tom T. Hall)
8. I Am Here Now - 3:28 (Cyrus, Sagraves, Corky Holbrook, Terry Shelton)
9. Need a Little Help - 5:08 (Cyrus, Von Trees)
10. Shoul I Stay - 4:38 (Cyrus)
11. Crazy Mama - 3:00 (J.J. Cale)